# Paul Léautaud

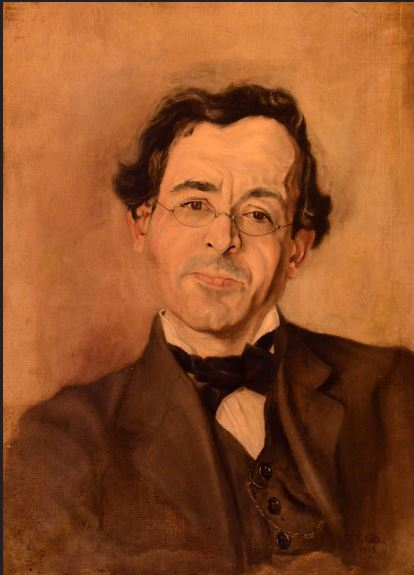
Paul Léautaud auf einem Gemälde von Michele Catti aus dem Jahre 1915

Paul Léautaud (* 18. Januar 1872 in Paris; † 22. Februar 1956 in Le Plessis-Robinson, Département Hauts-de-Seine) war ein französischer Schriftsteller und Theaterkritiker.
Léautaud wuchs als einziges Kind eines gleichgültigen Vaters und einer ab seinem zweiten Lebensjahr abwesenden Mutter auf. Im Alter von 15 Jahren verließ er die Schule und übte Gelegenheitsarbeiten aus, um zu überleben. Er bildete sich literarisch als Autodidakt, indem er spät abends die großen Autoren der Zeit las. Bekannt wurde er in literarischen Kreisen schließlich 1903 mit Le Petit Ami, der breiteren Öffentlichkeit erst 1950 nach seinen Radiointerviews mit Robert Mallet, die ihn berühmt machten. Ansonsten veröffentlichte er wenig, da er vor Literatur, die man schreibt, um seinen Lebensunterhalt zu bestreiten (littérature alimentaire), zurückschreckte. Um der Freiheit willen, zu schreiben, was ihn glücklich machte, akzeptierte er 1907 eine schlecht bezahlte Arbeit als Angestellter beim Mercure de France. Kurze Zeit war er als Urheber der Chronique dramatique berüchtigt, die unter dem Pseudonym Maurice Boissard erschienen, und machte sich durch seine Offenheit, seinen spöttischen und subversiven Geist bemerkbar.
Er lebte einsam und zurückgezogen, nahm verlassene Tiere in seinem Pavillon in Fontenay-aux-Roses auf und lebte in Armut. Insgesamt mehr als 60 Jahre widmete er sich seinem Tagebuch, das er später als literarisch bezeichnete und in dem er Tag für Tag seine direkten Eindrücke notierte, die Ereignisse, die ihn beeinflussten. „Ich habe nur gelebt, um zu schreiben. Ich habe nur gefühlt, gesehen, gehört, gefühlt, nur geschrieben. Ich habe das dem materiellen Glück vorgezogen, dem leicht erworbenen Ruf. Ich habe sogar oft mein Vergnügen des Augenblicks geopfert, meine geheimsten Freuden und Neigungen, sogar das Glück einiger Wesen, um zu schreiben, was mir zu schreiben gefiel. Ich halte das alles für ein tiefes Glück.“ Seine letzten Worte vor dem Tod waren: „Jetzt lasst mich in Ruhe“.
Marie Dormoy, deren Liebhaber er 1933 war, wurde seine Testamentsvollstreckerin und half nach seinem Tod, sein literarisches Tagebuch zu sichten und zu veröffentlichen.

## Leben

### Kindheit und Jugend
„Eine Mutter, die ein bisschen pingelig war und mich von Geburt an in Ruhe ließ, ein Vater, der ein brillanter und erfolgreicher Frauenheld war, der sich nicht um mich kümmerte. Schließlich diese Leute, die mich mein eigenes Leben machen lassen… Ich denke, es ist etwas.“
Paul Léautaud wurde am 18. Januar 1872 im ersten Arrondissement von Paris in der Rue Molière Nr. 37 in einer Schauspielerfamilie geboren.
Sein Vater Firmin Léautaud (1834–1903), der aus einer Bauernfamilie aus Fours in den Alpes-de-Haute-Provence stammte, kam im Alter von 20 Jahren nach Paris. Er wurde in das Konservatorium für darstellende Kunst aufgenommen und gewann einen zweiten Preis im Fach Komödie. Er spielte in verschiedenen Theatern, darunter im Odéon, und arbeitete ab 1874 in der Comédie-Française als Souffleur, eine Stelle, die er 23 Jahre lang innehatte. Bei Firmin Léautaud folgten die Frauen aufeinander. Bevor er mit Jeanne liiert war, war Fanny Forestier, deren ältere Schwester und Schauspielerin, seine Partnerin, mit der er auch eine Tochter, Hélène, hatte.
Pauls Mutter, Jeanne Forestier (1852–1916), war Operettensängerin, die bald nach Pauls Geburt ihren Beruf wieder aufnahm und auf Theatertourneen ging.
Firmin Léautaud brachte seinen Sohn bis zum Alter von zwei Jahren bei einer Kinderfrau unter, holte ihn dann nach Hause und stellte eine alte Magd namens Marie Pezé ein, die sich ein Jahrzehnt lang um das Kind kümmerte. „Maman Pezé“, die Paul für seine Mutter hielt, nahm ihn jeden Abend in ihr Zimmer in der Rue Clauzel mit, damit er die vielen Frauenabenteuer seines Vaters nicht miterleben musste. Paul traf achtmal bei kurzen Besuchen seine Mutter, die dann nach Genf zog. Diese heiratete Hugues Oltramare, hatte zwei Kinder mit ihm und sah ihren Sohn erst zwanzig Jahre später anlässlich des Todes ihrer Schwester Fanny in Calais im Jahr 1901 wieder. Dieses Treffen lieferte Paul Léautaud das Thema der letzten Kapitel seines ersten Buches Le petit ami. Dann folgt ein bewegender Briefwechsel (veröffentlicht im Mercure de France 1956, Briefe an meine Mutter) zwischen der Mutter und dem Sohn, der sechs Monate andauert; dann bleiben die Briefe von Paul unbeantwortet.

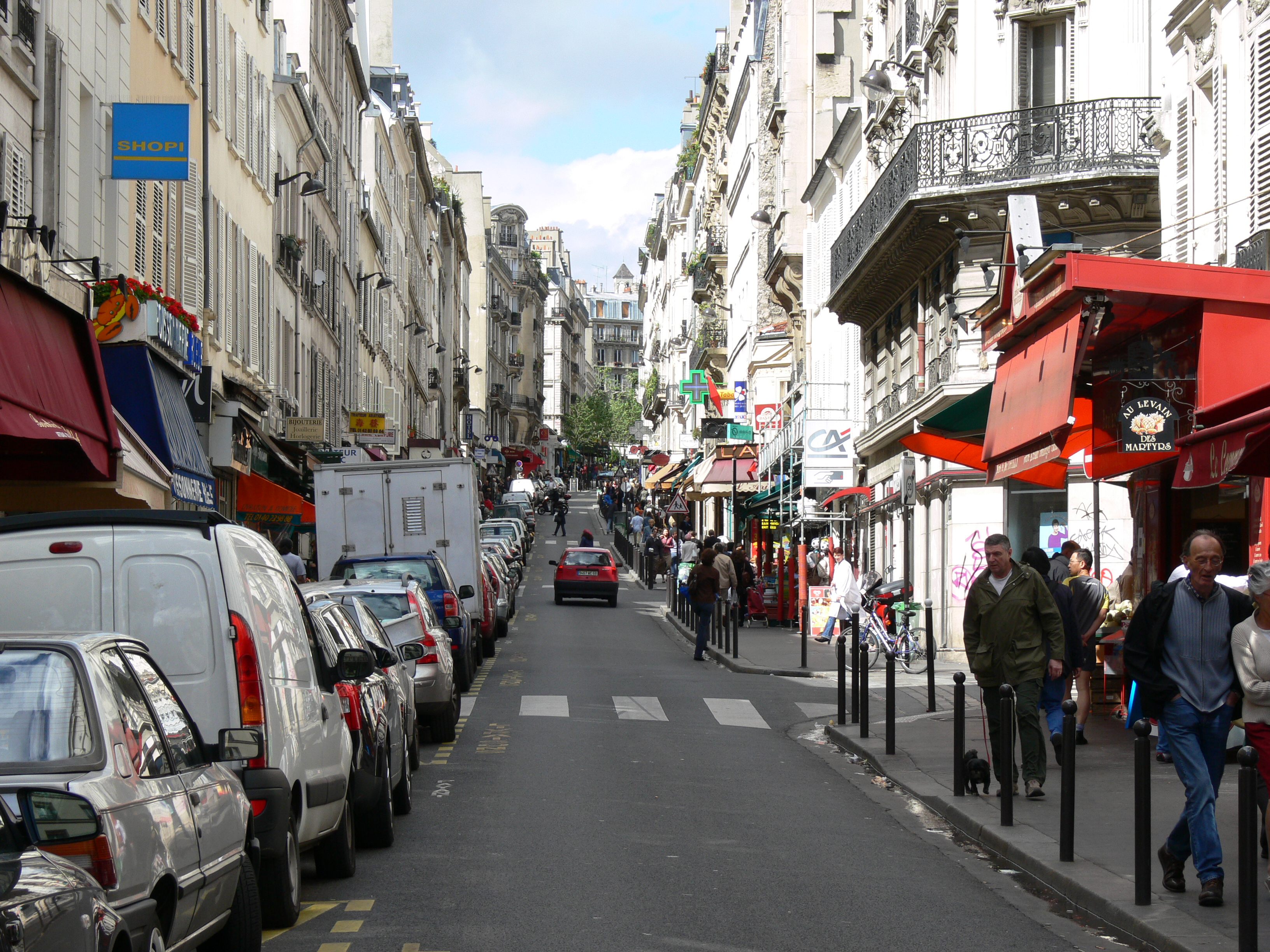
Rue de Martyrs (südlicher Teil)

Léautaud war in den Vierteln Saint-Georges und Rochechouart (9. Arrondissement) aufgewachsen. Er lebte mit seinem Vater in Haus-Nr. 13 und Nr. 21 der Rue des Martyrs. „Zu dieser Zeit kam mein Vater jeden Morgen vor dem Mittagessen ins Café. Er hatte dreizehn Hunde. Er kam mit seinen Hunden die Rue des Martyrs herunter und hielt eine Peitsche in der Hand, die er nicht für Hunde benutzte. Wenn eine Frau an ihm vorbeiging, die ihm gefiel, fing er sie von hinten ein, indem er die Peitsche um sie herum schlang.“
Sobald sie in dieses neue Zuhause eingezogen waren, gab Firmin seinem fünfjährigen Sohn einen Schlüssel: „Mach, was du willst, solange du zum Abendessen hier bist und nicht von einem Gendarmen zurückgebracht wirst.“
Sein Vater kümmerte sich nicht sehr um ihn, aber er brachte ihn regelmäßig mit zur Comédie-Française und ließ ihn in den Gängen und hinter den Kulissen des Theaters umherstreifen. Im Jahr 1881 stellte Firmin Léautaud in seinem Haus eine junge Magd von 16 Jahren ein, Louise Viale, die er schließlich heiratete und mit der er einen Sohn, Maurice, Pauls Halbbruder, hatte. Er ließ Pauls Kinderfrau Marie Pezé zurück und verließ Paris, um nach Courbevoie zu ziehen. Paul Léautaud wurde an der Gemeindeschule von Courbevoie unterrichtet. Er freundete sich mit Adolphe Van Bever „mit einer erstaunlichen Schnelligkeit und einer kühnen, unternehmungslustigen Natürlichkeit an und organisierte literarische Konferenzen im Alter von 15 Jahren im Rathaus von Neuilly“. 1887 verließ Paul Léautaud im Alter von 18 Jahren nach seinem Abschluss die Schule und begann in Paris zu arbeiten. Er übte alle möglichen Gelegenheitstätigkeiten und galt als ein devoter und gelehriger Jugendlicher. Abends kam er nach Hause; sein gerade ausgezahltes Gehalt wurde von seinem Vater einbehalten.
1890, im Alter von 18 Jahren, verließ er Courbevoie und zog nach Paris. Er lebte dort von verschiedenen Jobs. „Acht Jahre lang aß ich zu Mittag und zu Abend mit einem Vier-Penny-Käse, einem Stück Brot, einem Glas Wasser und etwas Kaffee. Armut, ich habe nicht darüber nachgedacht, ich habe nie gelitten“. 1894 begann er eine Ausbildung zum Schreiber in der Anwaltskanzlei Barberon, 17 Quai Voltaire; von 1902 bis 1907 befasste er sich mit der Liquidation von Nachlässen bei einem Justizverwalter, M. Lemarquis, rue Louis-le-Grand. In dieser Zeit entstand seine Vorliebe, Briefe zu schreiben.

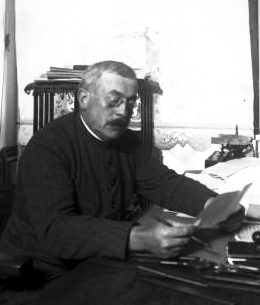
Alfred Vallette

Léautuad verbrachte lange Abende mit dem Lesen der Werke von Barres, Renan, Taine, Diderot, Voltaire und Stendhal, was für ihn eine Offenbarung war. „Ich habe ganz alleine gelernt, ohne irgendeinen Menschen, ohne Regeln, ohne willkürliche Anweisung, was mir gefiel, was mich verführte, was der Natur meines Geistes entsprach (das lernen wir nicht, was gefällt)“. 1895 brachte er im Mercure de France das Gedicht Elegie im symbolistischen Stil der damaligen Zeit unter; der Schriftleiter Alfred Vallette erklärte sich damit einverstanden, es in der September-Ausgabe der Zeritschrift zu veröffentlichen.

### Mitarbeit beimMercure de France
„Eine Zusammenarbeit von 45 Jahren, ein Doppel von 33 Jahren, eine intime Zusammenarbeit von 1895 mit Alfred Vallette.“
Der Mercure de France war in dieser Epoche nicht nur allein eine literarische Zeitschrift, sondern auch Verlegerhaus und literarisches Zentrum, in der die Generation der Symbolisten zusammenfand, darunter Schriftsteller wie Guillaume Apollinaire, Remy de Gourmont, Alfred Jarry, Henri de Régnier, Paul Valéry und André Gide. Paul Léautaud war zu diesem Zeitpunkt 23 Jahre alt; bald wird er mit dem Mercure vertraut. Er wurde von seinem Vorgesetzten Alfred Vallette mit großem Mitgefühl begrüßt, der ihn ermutigt (ihm jedoch rät, in Prosa zu schreiben) und mit dem er jeden Sonntagnachmittag zusammenarbeitete. Er verband sich insbesondere mit dem damals unbekannten Remy de Gourmont. Im Mercure entstand auch die große Freundschaft, die Léautaud mit Paul Valéry jahrelang verband.
1899 begann Léautaud zusammen mit Adolphe Van Bever, die Ausgabe von Poètes d’aujourd’hui vorzubereiten, um darin Werke zeitgenössischer Dichter der Öffentlichkeit zugänglich zu machen. Sie wählten 34 Autoren aus und teilten sich die Präsentationsnotizen. Léautaud ist der Ursprung der Entdeckung des Talents von Apollinaire, von dem der Mercure das Langpoem La Chanson du Mal-Aime veröffentlichte, aber er distanzierte sich dann von der Poesie und folgte Vallettes Ratschlag, selbst in Prosa zu schreiben. „Ich habe zehn Jahre meines intellektuellen Lebens verloren, um durch die Schnurren dieser poetischen Witzbolde, die meiner festen Überzeugung nach für die geistige Kultur und den Fortschritt des Geistes gleich Null sind. Mir wurde klar, dass ich an dem Tag, an dem ich einige Bücher las, die mich weckten, diese mich nichts lehrten (die Bücher lehren nichts), dass sie mich aber auf mich aufmerksam haben werden lassen.“

### Le Petit Ami

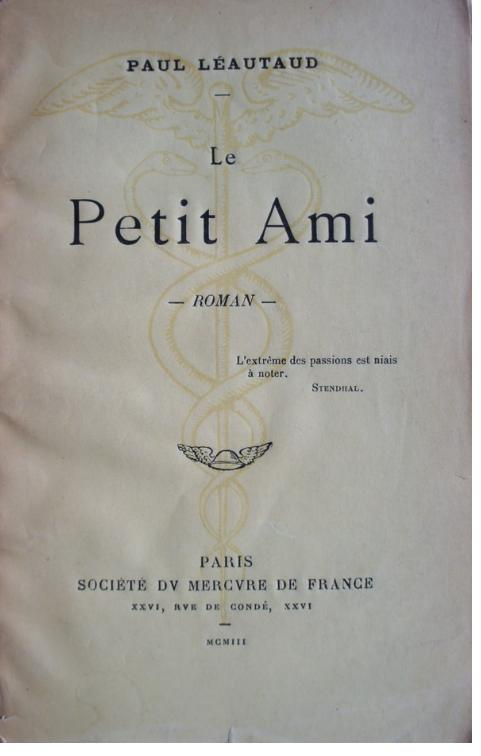
Erstausgabe von:Paul Leautauds le Petit Ami 1903

1902 brachte Léautaud dem Mercure ein weitgehend autobiographisches Werk, Souvenirs Léger, das Vallette nach der befürwortenden Meinung von Henri de Régnier unter dem Titel Le Petit Ami veröffentlichen wollte. Es wurde in 1.100 Exemplaren gedruckt und war erst 1922 vergriffen. Das Buch wurde jedoch von der Literaturszene gut aufgenommen. Die Jury des Prix Goncourt zeigte sich interessiert; Octave Mirbeau und Lucien Descaves wollten ihm den Preis geben. Marcel Schwob führte den Autor in seinen literarischen Salon ein, wo er Gide traf und mit Marguerite Moreno in Kontakt trat. Aber die Form des Buches stellte Léautaud nicht zufrieden: „Welche Geschmacksfehler! Was für vulgäre Beschreibungen! Ich würde es eines Tages beseitigen müssen. Es gibt zu viele Dinge, die ich in meinem Leben haben möchte, zu viele Dinge in meinem Leben, um sie auch präsentieren zu können.“ Er wird sich immer seinem Nachdruck widersetzen, die ersten beiden Kapitel umschreiben und nicht weiter gehen.
Er fuhr in der gleichen Weise fort mit In memoriam, der Geschichte des Todes seines Vaters. „Ich möchte, dass meine Karriere als Schriftsteller mit In memoriam beginnt. In zwei Jahren habe ich enorme Fortschritte in Richtung Wahrheit gemacht – die Wahrheit, die daraus besteht, nicht zu zögern – und im Stil.“

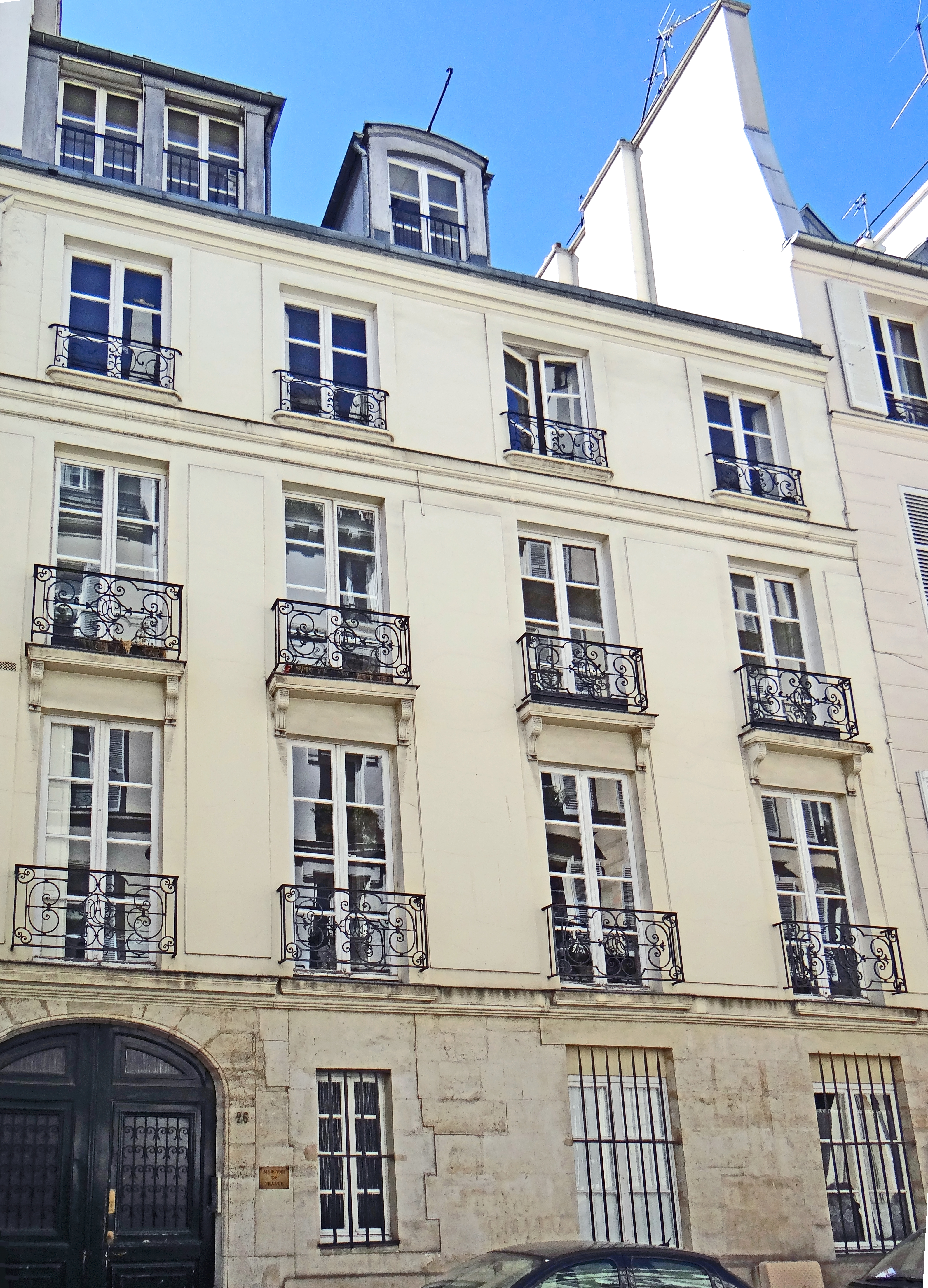
Gebäude des Mercure de France, 26 rue de Condé im 6. Arrondissement, ehemaliges Hotel im Stadtteil Beaumarchais. Léautaud hatte sein Büro im ersten Stock, wo er mehr als 30 Jahre arbeitete.

Im Jahr 1907 bot ihm Vallette unter dem Einfluss von Remy de Gourmont einen Platz als Redaktionssekretär im Mercure in der Rue de Condé 26 an. Léautaud willigte ein, um seine schriftstellerische Freiheit zu gewährleisten: „Damit ist meine ganze literarische Freiheit verbunden, verbunden mit der Bescheidenheit meines Geschmacks und meiner Bedürfnisse.“ 1911 bezog er sein erstes Büro, in dem er mehr als dreißig Jahre blieb und für den Erhalt von Manuskripten und Werbung verantwortlich war. „Sein Stuhl war ziemlich oft unbesetzt, die Suche nach Brotcroutons erforderte ihn zu vielen Gängen zu den Concierges des linken [Seine-]Ufers, die er an seiner Menagerie interessiert hatte. Normalerweise tauchte er gegen vier oder fünf Uhr wieder auf und trug eine Tasche, deren Inhalt er auf dem Boden seines Schreibtisches aufstellte. Er kniete nieder, um es aufzuräumen, und als wir eintraten, sahen wir zunächst den hinteren Teil seines Körpers“, schrieb sein Freund André Billy. Die Zusammenarbeit mit Valette verlief ohne großen Aufwand. Es gab zwischen ihnen eine vollkommene literarische Übereinstimmung, zumindest bis 1914, aber Differenzen in finanziellen Dingen stellten sie oft in Frage. Léautaud fand, dass er zu viel für sein dürftiges Gehalt arbeitete, und es war ihm aber auch nicht peinlich, häufig abwesend zu sein, wie Vallette mit der entgegengesetzten Begründung anführte.
1912 zog Léautaud in einen Pavillon in der Rue Guérard 24 in Fontenay-aux-Roses, einem baufälligen Gebäude ohne jeglichen Komfort in einer großen Gartenbrache, wo er bis zum 21. Januar 1956 blieb. „Ich habe einen großen Garten, völlig verlassen, alles wächst nach Belieben, Bäume und Kräuter, ich bin nie da.“ Umgeben von Tieren – von 1912 bis zu seinem Tod, wird er mehr als 300 Katzen und 125 ausgesetzte Hunde einsammeln – einschließlich des Affenweibchens Guenette, das 1934 in einem Baum verloren ging, wo es Zuflucht suchte.

### Les Chroniques de Maurice Boissard

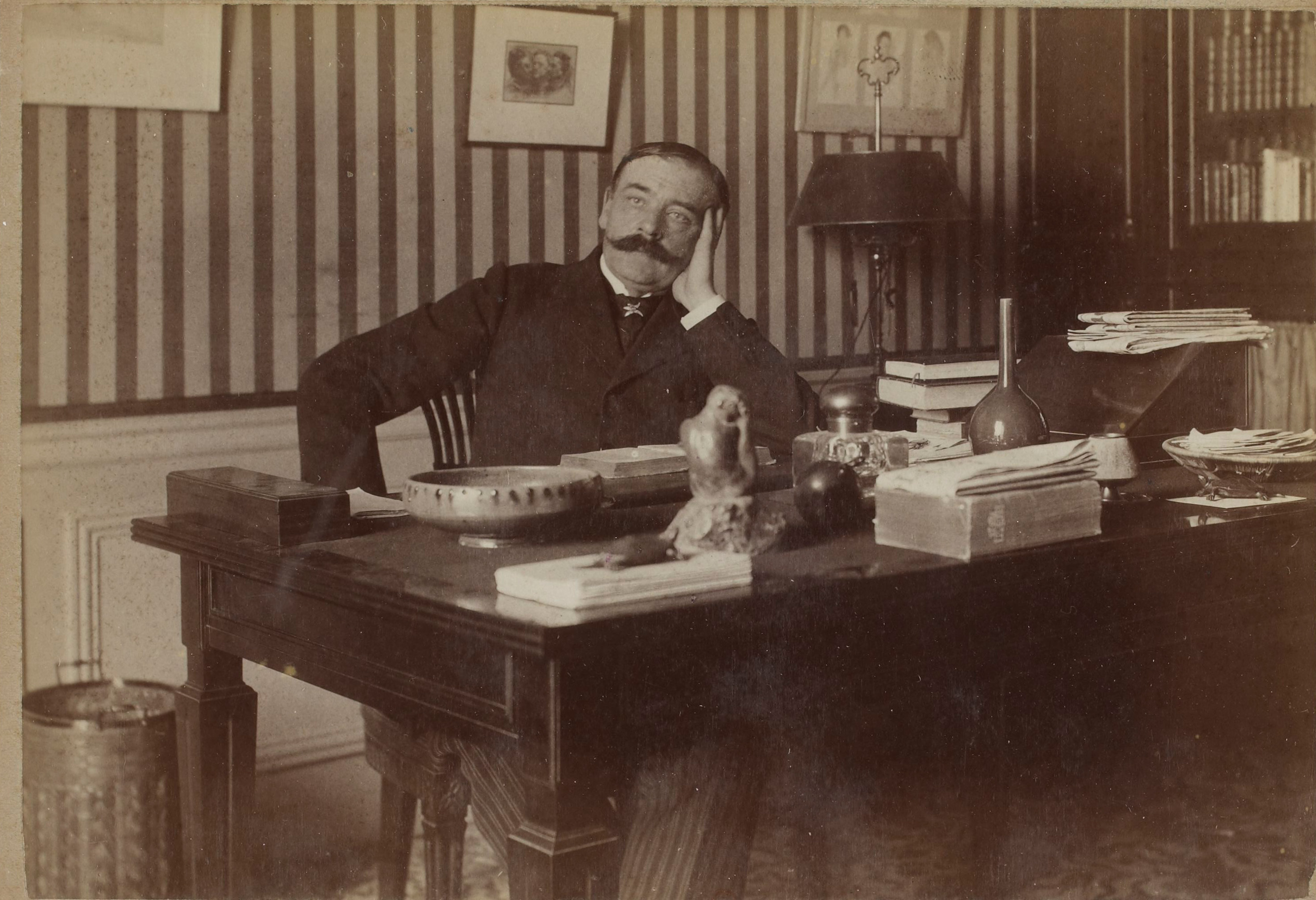
Octave Mirbeau

Léautaud war lange Zeit nur als literarischer Kritiker bekannt; der Erfolg des Petit Ami war inzwischen in Vergessenheit geraten. Von 1907 bis 1921 hatte er die Theaterrubrik im Mercure unter dem Pseudonym Maurice Boissard inne, der als alter Herr dargestellt wurde, ohne Schriftführer zu sein und nur die Rubrik zu verantworten, um damit umsonst ins Theater zu gelangen, wird ihn Octave Mirbeau, der in der dritten Chronik den Stil von Léautaud erkennt, mystifizieren.
Bemerkenswert war sein Sinn für Unabhängigkeit, seine brutale Offenheit, sein Nonkonformismus. Seine Kritiken waren größtenteils vernichtend und brachten ihn in Konflikt mit den Autoren. Die Leser fanden die Beiträge unmoralisch, skandalös, subversiv. Wenn ihm ein Stück missfiel, sprach er von anderen Dingen, von sich selbst, von seinen Hunden, von seinen Katzen.
Die Leser liebten oder hassten Léautauds/Boissards Beiträge, sie schrieben an den Mercure, dass sie die Zeitschrift nur wegen der Theaterchronik kauften oder abbestellten. Im Jahr 1921, ermüdet von den Beschwerden der Leser und seiner Frau Rachilde, die Léautaud dafür verantwortlich machte, die Menschen zu erschöpfen, die ihren literarischen Salon besuchen, entzog ihm Valletta die Theaterchroniken, aber schuf für ihn die Rubrik Gazette d’hier et d’aujourd’hui (deutsch „Gestern und heute“), in dem er zum Teil in Passe-Temps (1928) aufgegriffene Aufsätze veröffentlichen wird.
Sofort verschaffte ihm Jacques Rivière die Theaterrubrik in La Nouvelle Revue Française, und Gaston Gallimard bat ihn, zwei Bände einer Auswahl seiner Theaterkritiken zu veröffentlichen, die im Mercure de France erschienen waren. Léautaud akzeptierte, aber vernachlässigte dann das Vorhaben; so erschien der Text des ersten Bandes 1927 und der zweite erst 1943. Im Jahr 1923 forderte ihn Rivière auf, eine abfällige Passage über Jules Romains zu streichen, damals einer der wichtigsten Mitarbeiter der NRF; doch Léautaud weigerte sich und zog es vor, von seiner Stellung zurückzutreten.

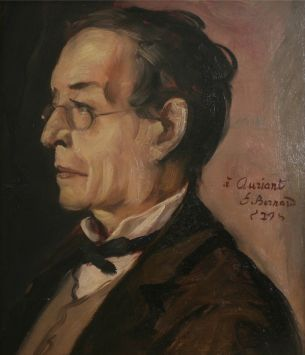
Paul Léautaud 1929. „Alceste, ein Satiriker, ein Mann von böser Fröhlichkeit, mit beißenden Höflichkeiten, grausamen Wahrheiten, die mit Lachausbrüchen besprochen wurden, wobei der Überschuss an Hellsichtigkeit und Ernüchterung zu einer Art wildem Spott mit guter Laune führte. Was ich bin“

Darauf bot ihm dann Maurice Martin du Gard die gleiche Rubrik in Les Nouvelles littéraires an und veröffentlicht den vom NRF abgelehnten Artikel. Drei Monate später trat Léautaud erneut zurück und gab nicht nach, als er aufgefordert wurde, den Satz zu streichen: „Das Wort Befreit wird auch für Soldaten und Verurteilte verwendet.“ Er schreibt: „Die Leute sind ausgesprochen lustig. Sie suchen einen Gentleman, weil seine Ohren krumm sind. Es sind noch keine zwei Monate vergangen, seit sie damit angefangen haben: ‚Sie konnten sie nicht wieder gerade stellen?‘“

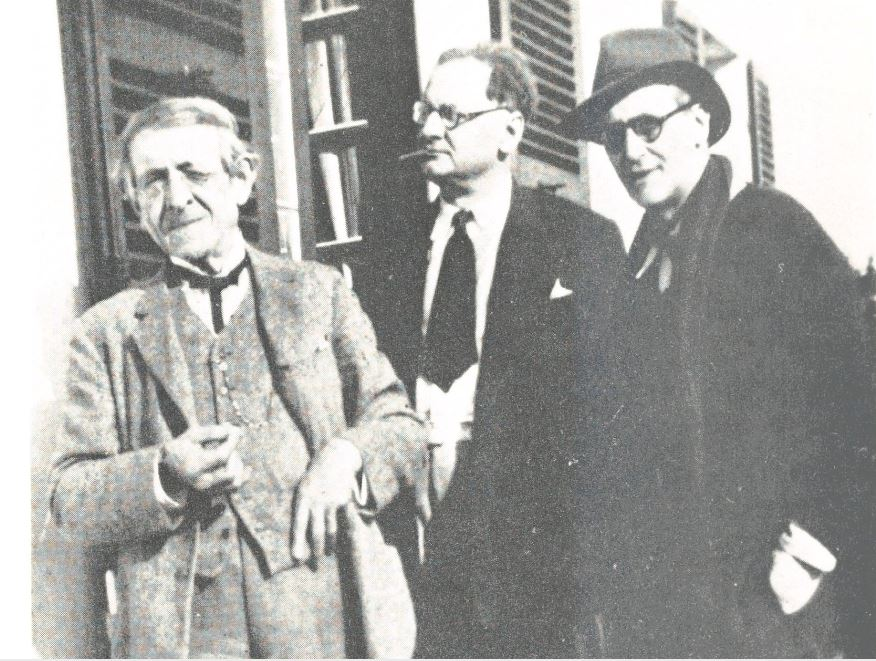
Paul Léautaud, André Billy und André Rouveyre um 1938

Auf sein Gehalt beim Mercure beschränkt, erlebte Léautaud schwierige Momente: „Wenn ich meine Ausgaben für jeden Tag überblicke, wenn ich 20 Francs ansetze, gibt es 15 Francs für die Tiere und 5 Francs für mich. Ich gehe mit durchlöcherten Schuhen, zerlumpten Kleidern, die oft aus Sparsamkeitsgründen schmutzig sind, was für mich ein großes Leid ist, ich esse unzureichend und Dinge, die mich ekeln, ich trage meine Kleidung viel zu lange auf und immer aus Sparsamkeitsgründen oder aus der Unmöglichkeit, sie zu ersetzen; ich kaufe nichts, ich gönne mir kein Vergnügen, keine Phantasie. Ich muss vielleicht sogar aufhören, Kerzen für die Arbeit anzuzünden, was mir so gut gefällt. Das ist mein Leben im Alter von 52 Jahren, vollendet oder fast.“
1939 bat ihn Jean Paulhan, in der NRF die Chronique dramatique wieder aufzunehmen, dieses Mal unter seinem Namen. Léautaud akzeptierte, doch drei Monate später trat ein neuer Bruch in einer Folge der Chronik ein, als der er den Wissenschaftler Jean Perrin als „geschwätzigen Demagogen“ und „törichten Narren“ bezeichnete, weil dieser in einer öffentlichen Versammlung erklärt hatte, dass „bald Dank der Freizeit alle Zugang zur großen Kultur haben.“
Im November 1940 bat ihn Pierre Drieu la Rochelle, die Chronique dramatique der NRF wieder aufzunehmen. Eine erste Chronique erschien im Februar 1941, die nächste Folge wurde abgelehnt. Alle diese Kolumnen wurden schließlich 1958 vollständig bei Gallimard veröffentlicht.
Léautaud erschien es 1939 an der Zeit, mit der Veröffentlichung seines Tagebuchs im Mercure zu beginnen. Der Herausgeber Jacques Bernard stimmte sofort zu. Die Veröffentlichung begann am 1. Januar 1940 und erschien dann monatlich im Mercure; die dauerte bis zum 1. Juni, den Zeitraum von 1893 bis 1906 betreffend.
Im September 1941 entließ ihn Jacques Bernard, „aus keinem anderen Grund als dem Wunsch, ihn nicht mehr zu sehen, und auf die gröbste Weise.“

### Bewusstsein
Paul Léautaud, zuvor ein „Schriftsteller für Literaten“, wurde erst in den 1950er-Jahren einer breiteren Öffentlichkeit durch den Rundfunk bekannt. Inzwischen näherte er sich dem Alter von 80 Jahren und der Ruhm – und das Geld – kamen zu spät. Nach seinem Rückzug vom Mercure zog sich Léautaud immer mehr mit seinen Tieren in seinen Fontenay-Pavillon zurück. Erschöpft kam er oft von Paris; es bedurfte der Hingabe von Marie Dormoy und einigen wenigen Freunden, sodass er nicht völlig isoliert lebte.
1950 erklärte er sich auf Ersuchen des Schriftstellers Robert Mallet (1915–2002) widerstrebend bereit, für den Rundfunk, den er eigentlich nicht mochte (er hatte kein Radiogerät zu Hause), eine Reihe von 28 Interviews aufzunehmen. Auf dem nationalen Programm des französischen Rundfunksenders RTF, montags gegen 21:15 Uhr und donnerstags um 21:40 Uhr übertragen, dauerte jedes Interview ungefähr 15 Minuten.
Léautaud waren die Fragen im Voraus nicht bekannt. Der Kontrast zwischen Mallets freiwillig konformistischem und feierlichem Ton und Léautauds antikonformistischem Elan war erstaunlich. „Der alte Mann ist Mallet, der junge Mann ist Paul Léautaud“, schrieben die Kritiker. Paul Gilson, der künstlerische Leiter des Senders meinte: „Wir haben noch nie so lebhafte, interessante und erfolgreiche Gespräche geführt.“
„Ich kann es nicht glauben, wir reden nur darüber“, sagte André Gide kurz vor seinem Tod 1951. Vor dem Hintergrund des Erfolgs der Serie begann die Ausstrahlung einer zweiten Staffel von zehn Interviews am ersten Sonntag im Mai 1951, bei Paris-Inter.

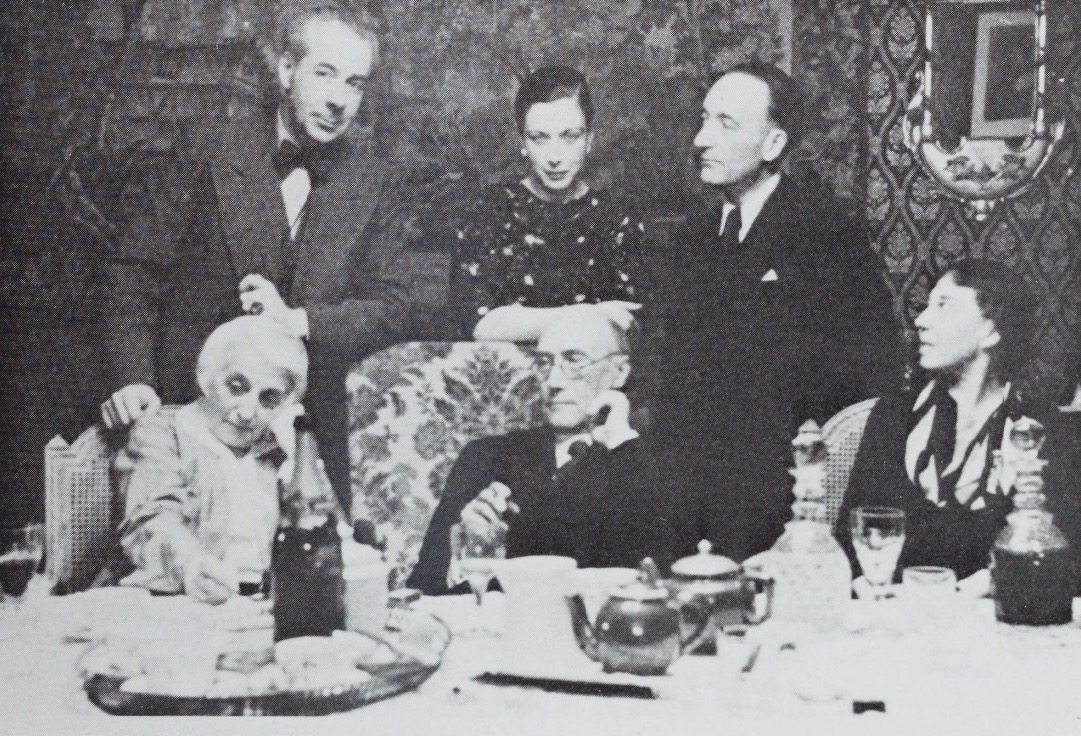
Stehend: Roger Martin du Gard, Lise und Jules Romains. Sitzend: Maria van Rysselberghe („la Petite Dame“), André Gide und Madame Roger Martin du Gard. Nizza, Diner bei Ehepaar Jules Romains, 27. April 1936.

Die Äußerungen von Léautaud galten natürlich zu der Zeit als zu kühn, um vollständig gehört zu werden. Alles, was die Familie, die Sexualität, die Homosexualität und insbesondere die von Gide, der französischen Armee und des Heimatlandes berührt, unterlag der Zensur. Mallet und Léautaud mussten erneut zusammenkommen, um bestimmte Passagen aufzuzeichnen, damit sie dem entsprechen, was der Rundfunksender seinen Zuhörern zumuten konnte.
Léautaud schrieb am 2. November 1950 in seinem Tagebuch über die von ihm berichtete Szene, in der Firmin Léautaud mit seiner Mutter und seiner Tante im selben Bett schläft:

„Der Direktor des Senders entschied, dass ein solches Thema nicht für Familien angeboten werden könne, von denen die meisten nicht so gut abschnitten.“

Am 9. April 1951 rief ein Mitglied der Nationalversammlung, in der man über das Rundfunkbudget beriet, die Regierung auf:

„Wir haben vor kurzem wochenlang einen Kritiker gehört, dessen Namen ich kennengelernt habe als ich Radio hörte, der sich über alle möglichen Namen seiner Zeitgenossen lustig machte und so zu tun, als würde er sich nur in der Gesellschaft von Tieren wohlfühlen. Ich denke nicht, dass es wesentlich ist, dass solche Überlegungen im französischen Rundfunk produziert werden.“

Der sozialistische Informationsminister antwortete: „Ich glaube, und ein sehr umfagreicher Briefwechsel bestätigt es, dass es die Ehre des Rundfunks ist, Herrn Paul Léautaud eine breitere Öffentlichkeit als die des Mercure zu verschaffen und dass es nicht umsonst ist, dass aus einem manchmal exzessiven Konformismus heraus Stimmen wie seine zu hören sind.“
Die Zeitungen griffen den Fall auf. Le Canard enchaîné vom 11. April 1951 stellte sich eine Antwort von Léautaud an den Abgeordneten vor. Die Zeitung Combat verteidigte den alten Schriftsteller.
Seine Bücher verkauften sich gut, die Zeitschriften erbaten seine Mitarbeit. Der Mercure de France ehrte ihn zu seinem 80. Geburtstag mit einer Sonderausgabe. Gallimard veröffentlichte Les Entretiens avec Robert Mallet unzensiert in einer Auflage von 30.000 Exemplaren und bezog Mallet mit ein, um vom Autor die Veröffentlichung des Tagebuchs in der Bibliothèque de la Pléiade zu erhalten. Léautaud lehnte ab.
Der Mercure de France bat schließlich um den Nachdruck des frühen Werks Le Petit Ami von 1903; Léautaud lehnte auch dies ab. Marie Dormoy bot ihm darauf an, stattdessen den ersten Band des Tagebuchs zu verlegen. Er nahm dieses Angebot schließlich an und der erste Band erschien am 20. Oktober 1954 in einer Auflage von 6000 Exemplaren. Alle waren innerhalb von drei Wochen verkauft, und man legte sofort eine neue Auflage vor.

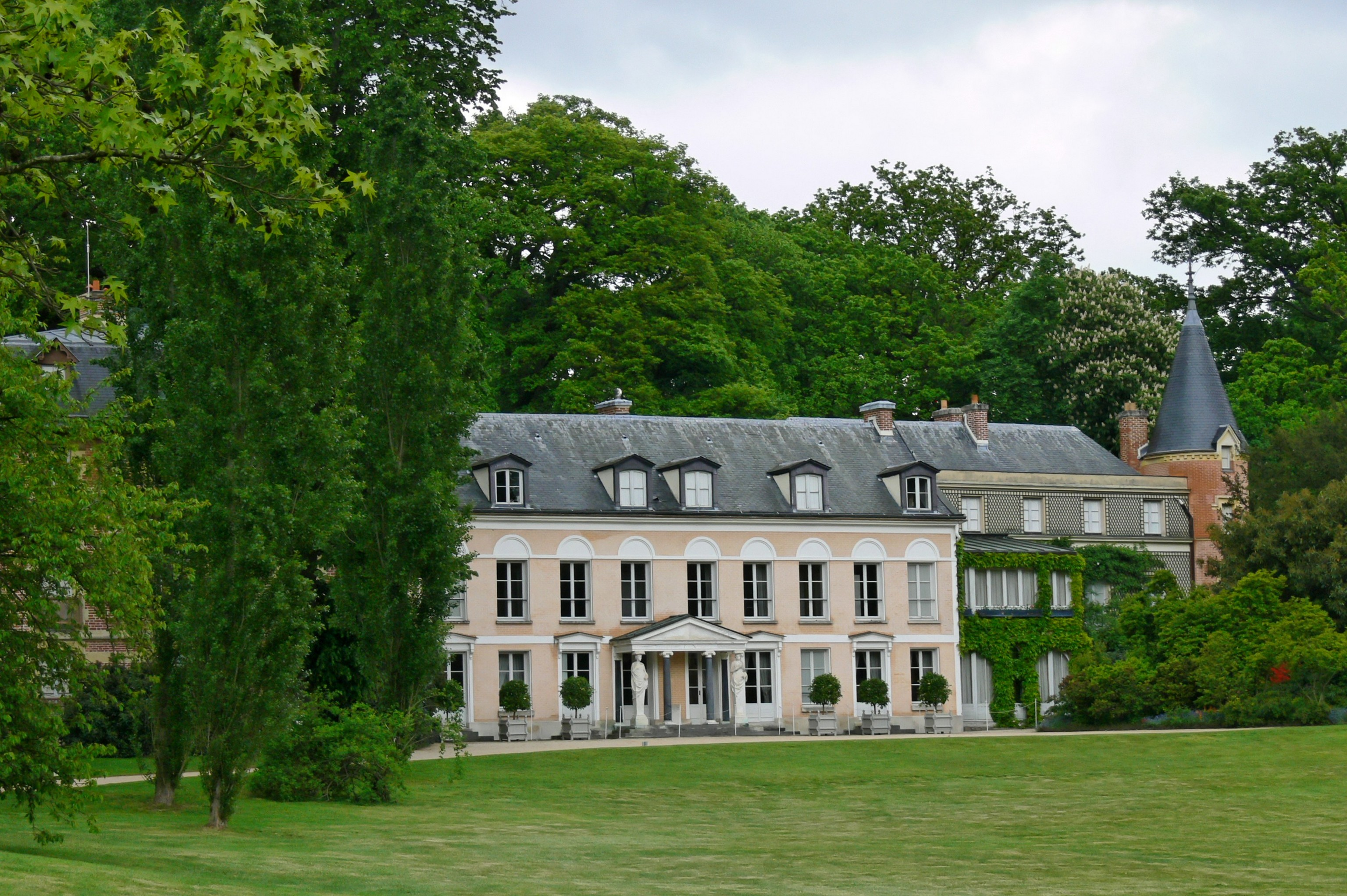
Das Schloss Vallée-aux-Loups in Châtenay-Malabry, in dem Léautaud kurz vor seinem Tod 1956 lebte

„Geld fällt immer wieder auf mich herab. Ich weiß nicht, was ich damit anfangen soll. Ich will nichts davon. Die Diät, die ich die meiste Zeit meines Lebens als Angestellter machen musste, gab mir eine Falte, die ich behielt.“
Am 21. Januar 1956 verließ Léautaud sein Haus, um sich im Tal niederzulassen, nachdem er sein Affenweibchen Guenette ertränkt hatte, weil er befürchtete, dass sie nach seinem Tode unglücklich würde. Nachdem er den Freunden, die ihm geblieben waren, die Katzen anvertraut hatte, ließ er sich im Schloss Vallée-aux-Loups, dem früheren Haus von Chateaubriand, bei seinem Freund Le Savoureux nieder. Er starb am 22. Februar 1956.

## Aspekte des Werks

### Ein freier Intellektueller und „Egoist“
„Als Schriftsteller war ich immer dem Ehrgeiz oder der Zurschaustellung, dem Ruf, der Bereicherung verschlossen. Eines zählte für mich: das Vergnügen. Dieses Wort Vergnügen ist für mich der Motor aller menschlichen Handlungen.“
Paul Léautaud schrieb zum Vergnügen, ohne Kompromisse, ohne Zugeständnisse, nur um sich selbst besorgt. Völlig frei sagte er alles, was er dachte, mit einer Offenheit, die brutal sein konnte: „Ich möchte kein Verrückter, Apostel, Reformer sein. Ich möchte witzig, ironisch und lachend bleiben. Aber stechen, beißen, Flanke auf den boden beim Lachen, nein, ich bin nicht bereit, das für den Rest zu ändern.“
Als großer Bewunderer von Stendhal gab er gerne sein Faible für egoistische Erkundungen zu: „Ich habe ein großes Interesse daran, […] über mich selbst, über meine Erinnerungen zu sprechen. Außerdem werde ich in meinen Träumen mein Leben damit verbracht haben, mich wiederzubeleben.“
Es ist sein Prinzip, dass beim Schreiben „nur das wert ist, was auf einen Schlag geschrieben ist, der Stift geht nicht schnell genug“. Der Stil muss natürlich und ohne Verzierung sein. Er hasst den höflichen, gut vorbereiteten Stil.

„Ich habe kein Wörterbuch, ich muss nicht nach einem Wort suchen, die schönen Stilmacher, die Manierismen, die Leute, die ihren Stock zum Schreiben schlucken, machen mich mitleidig. Ein Flaubert, ein wahrer literarischer Schreiner, der polierte, um überall zu glänzen. Das Ergebnis: Mittelmäßigkeit und Langeweile. Trotzdem sind zumindest Eigenschaften des Klangs, der Empfindsamkeit und Eigenschaften einer bestimmten Persönlichkeit erforderlich. Die große Marke ist, in vollständiger Beziehung zu dem Menschen zu schreiben, der man ist, und dass es [aus einem] ausbricht.“

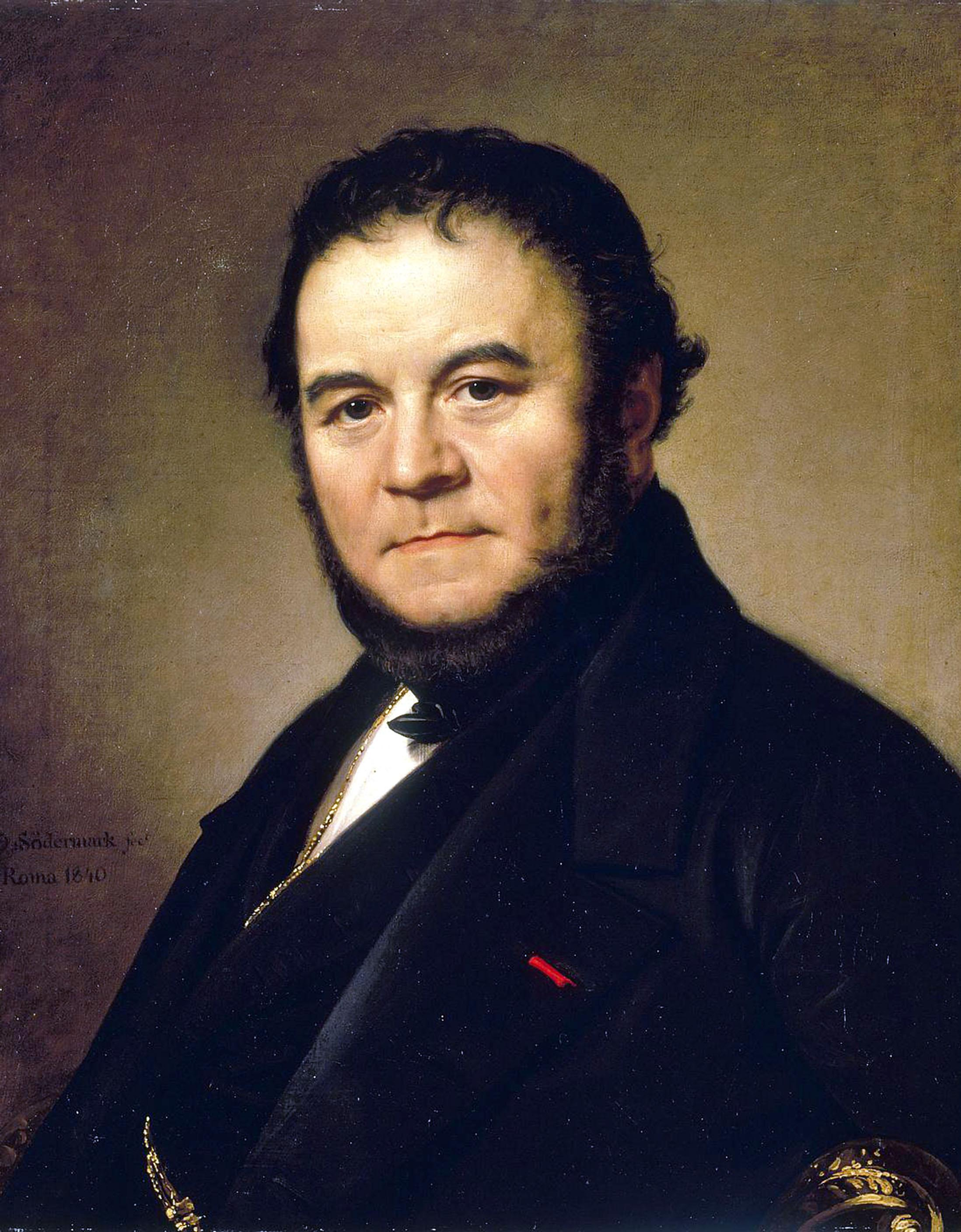
Stendhal im Jahr 1840,
Porträt von Olof Johan Södermark

Vom Léautaud geschätzte Schriftsteller sind Saint-Simon, Molière, La Rochefoucauld, Diderot, Voltaire, Chamfort und Stendhal: „La Rochefoucauld, Der Menschenfeind, Chamfort, Rameaus Neffe, Vie de Henry Brulard, Erinnerungen eines Egotisten, die Korrespondenz [von Stendhal] und das, was ich im Kopf habe. Bibliotheken können brennen.“
Als Autodidakt, dessen magere Ressourcen nur der Bezahlung seiner Miete und dem Füttern seiner gesammelten Tierschar gewidmet waren, blieb er für viele Dinge verschlossen: Musik, Malerei, Wissenschaft, Philosophie. Sogar in der Literatur war seine Domäne eng: Er lehnt die Romantik ab, mag keine zeitgenössischen Romane (weder Proust noch Céline) und war vorsichtig gegenüber Lyrikern.
Als Atheist nahm er an einer Messe teil und schüttete dann seinen Sarkasmus auf diese praktizierenden Gläubigen, „eine unheilbare und monumentale Dummheit“, die „leichtgläubig gegenüber einem solchen Affenrespektablen Schluchten für einen solchen Affen“ seien.
Die Politik interessierte ihn nicht. Er hatte nie gewählt. „Ich bin weder rechts noch links. Ich weiß sehr gut, was ich bin: nichts, neutral, unabhängig, marginal.“ Léautaud war vielmehr elitär; doch hinsichtlich der Abwesenheit von Vorurteilen überragte er die meisten seiner Zeitgenossen:

„Mit 15 Jahren aus der Schule, von meinem Vater sofort als Mitarbeiter eingestellt, erlernt nur was ich wissen kann, mir nur die Kultur gegeben zu haben, die ich haben kann (ich habe nie aufgehört), mich selbst als Schriftsteller perfektioniert, das hat mich nicht zum Demokraten gemacht. Im Gegenteil: ein Aristokrat. Ich höre es durch meinen Verstand, meine Art zu denken und zu urteilen. Ein Anti-Pädagoge, ein Antipopulärer. Das Wort Anarchist über den Verstand könnte besser sein.“

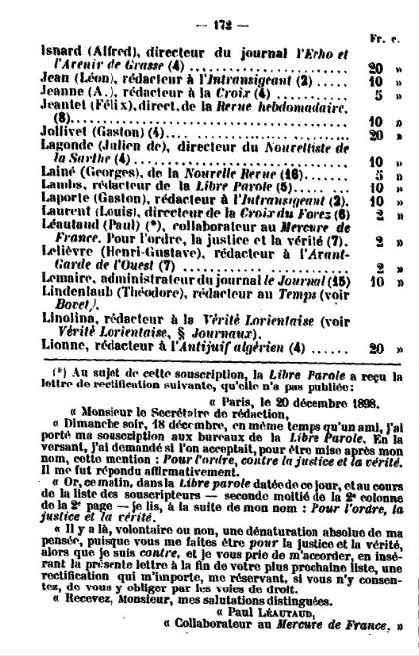
Dreyfus-Affäre 1898: Abonnementliste für das Henry-Denkmal initiiert von Edouard Drumonts Zeitschrift La Libre Parole. Die Provokation von Léautaud geht nicht vorüber, aber die Zeitung veröffentlicht seinen Protestbrief.

Er mochte keine Demokratie, keinen Egalitarismus. „Die Republik ist Freiheit. Demokratie ist Tyrannei. Wir sehen es heute mit der Diktatur der Gewerkschaften, deren Diener die Regierung ist. Wir regieren die Menschen nicht, indem wir ihnen die ganze Freiheit lassen, sondern indem wir sie aufrechterhalten. Völlige Freiheit ist schnell Ungehorsam und Unordnung, was noch schlimmer ist, zu folgen. Und das Wort Rivarols bleibt wahr und wird für immer sein: ‚Wehe denen, die den Boden einer Nation aufrühren.‘“
Léautaud war gegen das allgemeine Wahlrecht, die freie und obligatorische Schulbildung, das Streikrecht, die Gewerkschaften der Beamten, die Wehrpflicht und die Idee des Vaterlandes im vulgären und aggressiven Sinne. Es war für die Hierarchie, die Ordnung, die Herrschaft der Elite, die Pressefreiheit, die beruflichen Rechte der Arbeitnehmer, die Zurücksetzung der hohen Finanzen.
Völlig gleichgültig gegenüber dem Ersten Weltkrieg, lehnte er 1936 die Regierung der Volksfront ab, die er beschuldigte, den utopischen Egalitarismus in Frankreich verbreitet zu haben.

„Es ist immer der Fehler der Gleichheit aller Männer. Von Geburt an beginnt die Ungleichung. Man hat geistige Qualitäten. Der andere wird davon frei sein. Man wird ein Leben der Neugier, des Fortschritts führen. Der andere ein Leben mehr als vegetativ. Ohne dass die Privilegierten stolz darauf sein müssen, und die anderen erröten müssen, um das Gegenteil zu sein. Verschiedene chemische Verbindungen, nichts weiter.“

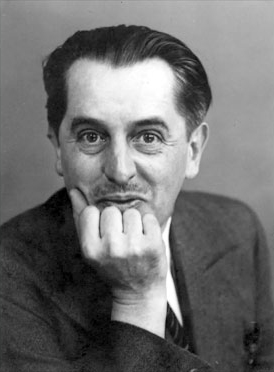
Jean Paulhan 1938

Während des Zweiten Weltkriegs ist er pro-deutsch eingestellt. Es handelt sich bei seinen Angriffen gegen die Résistance um ein virulentes Urteil: „Die Dummheit all dieser Verbrechen ist, neben ihrer Feigheit, grenzenlos“ und hält die deutsche Reaktion für durchaus maßvoll. Andererseits verbirgt er in seinem Tagebuch nicht seine Bewunderung für England:

„Die einzige große Nation der Welt ist England. Als Bürger, als Gesellschaft, als Zivilgesetz, wenn es noch ein Land auf der Welt gibt, in dem eine bestimmte Zivilisation existiert, dann ist es dieses. Es gibt nur ein Land auf der Welt, das ich kennenlernen wollte, England.“

Das Vichy-Regime erschien ihm als ein Bollwerk gegen die Rückkehr des ehemaligen politischen Elite, das er hasst, aber er lehnte die Veröffentlichungsangebote seines Tagebuchs ab, die ihm von den Zeitungen der Kollaboration unterbreitet wurden, wie von Je suis partout. 1947, bei einem „Malakoff-Mittagessen (einem literarischen Treffen, organisiert von der amerikanischen Schriftstellerin Florence Gould, zu der er regelmäßig mit seinem Freund Jean Paulhan eingeladen wurde), sagte ich zum Skandal des ganzen Tisches, wenn es Deutschland gelungen wäre den Krieg zu gewinnen, würden wir heute Frieden und Ordnung haben, obwohl ich ein wenig in meinem Herzen denke, dass es vielleicht besser ist, dass wir nicht die deutsche ‚Ordnung‘ erleiden mussten. In jedem Fall brauchen wir eine französische ‚Ordnung‘.“
1950 trat er dem Verein der Freunde von Robert Brasillach bei.
In seinen jungen Jahren auf Seiten der Dreyfus-Partei (er erzählte, dass er 1898 – inzwischen Anti-Dreyfus eingestellt –, als er seinen Freund Paul Valéry begleitete und dann mit dem Abonnement für das Denkmal zu Ehren des Offiziers Hubert Henry provokativ zwei Francs spendete: „Für die Ordnung, gegen die Gerechtigkeit und die Wahrheit“), seine Freunde sind der Schriftsteller Marcel Schwob, die Schauspielerin Marguerite Moreno sowie die Buchbinderin und Ebenistin Rose Adler. Sein Antisemitismus taucht in seinen Theaterchroniken auf, wenn er das „jüdische“ Theater angreift, insbesondere das Boulevardtheater, das er nicht mag (Bernstein, Bataille, Porto-Rich, Donnay, Romain Coolus). Obwohl er sich nicht als antisemitisch „sozial sprechend“ ansieht, taucht das Wort „Jude“ in seinem Tagebuch ab 1936 sehr häufig auf, insbesondere mit Erwähnung von Léon Blum, „der mit der Stimme der Kastrierten erleuchtete“ und für Leautaud als Ministerpräsident der Volksfront-Regierung für den Ursprung aller Störungen steht.

### Le Journal littéraire

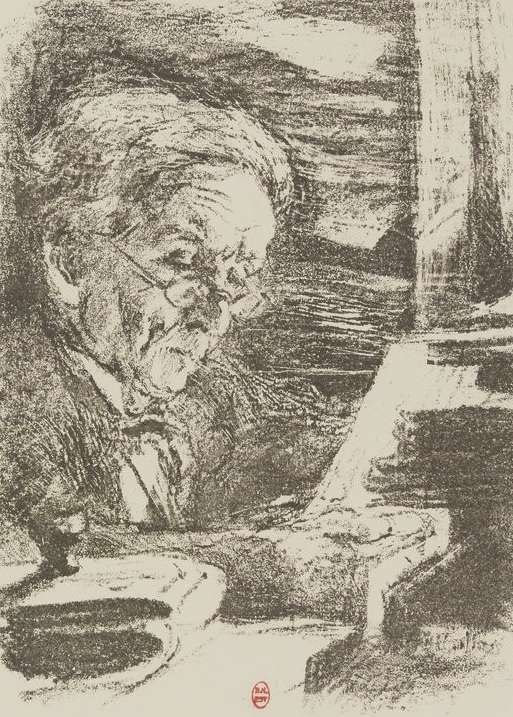
Léautaud im Jahr 1934 in einem Bild von Édouard Vuillard. „Ich habe während meines Lebens ein literarisches Tagebuch geführt. Der Teufel nimmt diese Schreibgewohnheit weg.“

Als Hauptwerk von Paul Léautaud gilt sein Tagebuch, das er im Zeitraum mehr als 60 Jahren – von 1893 bis zu seinem Tod im Jahr 1956 – fast täglich bei Kerzenschein in den langen Nächten geschrieben hat.
„Ich lache über mich selbst, abends, einsam in meinem Zimmer eingesperrt, an meinem kleinen Schreibtisch sitzend, vor meinen zwei brennenden Kerzen, um mich schriftlich einzumischen, wofür Leser, Herr! In den Zeiten, in denen wir uns befinden.“
1903 begann das Tagebuch in seiner literarischen Form. Vor diesem Datum handelte es sich meist um Notizen und Erinnerungen aus der Vergangenheit. Leautaud sprach darin von seinen Eindrücken, seinen Lieben, seinen Tieren. Sein größtes literarisches Vergnügen war es, Gesten, Worte und Züge der Charaktere aufzudecken, die er im Mercure de France traf, wie Jammes, Coppée, Gide, Valéry, Schwob, Rachilde, Colette, Henri de Régnier, André Billy, Georges Duhamel, François Mauriac, Ernst Jünger, André Malraux, Jean Cocteau, Marcel Jouhandeau, Drieu und viele andere.

„Ich schreibe wie ich schreibe, wie ich immer geschrieben habe: Für mich sind meine Ideen, was mich beschäftigt, interessiert, glücklich oder schmerzhaft für mich. Ich bin ganz in dem, was ich schreibe, ich bringe alles zu mir zurück. Du musst mich nehmen, wie ich bin oder mich verlassen.“ „Ich bin als Schriftsteller kein Schöpfer. Ich kann ein origineller Geist sein. Ich kann sogar eine Persönlichkeit mit einer gewissen Hervorhebung sein. Ich habe nichts geschaffen, ich habe nichts erfunden. Ich bin ein Berichterstatter von Wörtern, von Umständen, ein kritischer Verstand, der äußerst realistisch beurteilt, schätzt, an den man nur schwer glauben kann. Nichts mehr. Ich kann hinzufügen: das Verdienst des Schreibens mit Wärme, spontan, ohne Arbeit, prompt und klar, – und etwas Verstand.“

„Die meisten Autoren sind Kompilateure oder Erfinder von fiktiven Themen. Wie viel schöpfen ihre Schriften aus sich selbst, aus ihrem Innenleben, aus ihrer Beobachtung des Lebens und der Menschen?“

Der Journal littéraire enthält in der Originalausgabe 18 Bände mitsamt einem Index-Band auf mehr als 6000 Seiten, zu dem Fragmente hinzugefügt werden müssen, die aus dem Journal littéraire entfernt wurden oder die von Léautaud als „zu lebhaft“ eingestuft wurden. Diese Fragmente erzählen auf grobe Weise („Ich werde immer sagen, wir müssen in der Lage sein zu schreiben, was wir wollen. Das moralische oder unmoralische Ergebnis ist nicht von Interesse.“), doch niemals vulgär, des Weiteren auch über seine Liebesbeziehungen mit Anne Cayssac (die er „die Geißel“ nannte (1914–1930)) und mit Marie Dormoy1 (1933–1936). Sie erschienen nach seinem Tod in Form von vier Sonderzeitschriften (Journaux particuliers, 1917–1930, 1933, 1935, 1936) und einem kleinen unvollendeten Tagebuch (Petit journal inachevé), die viele Seiten des Journal littéraire beleuchten.
Der Stil des Tagebuchs ist natürlich und spontan. „Leautaud praktiziert, ohne vulgär zu sein, ein lebendiges Französisch, eine schmackhafte Mischung aus Schreiben und Mündlichkeit, durch einen Gedankenstrom, der emotional, reaktiv und voller Elan ist. Wenn man die Stimme von Léautaud in seinen berühmten Radiointerviews entdeckt hat, hat der Leser auf jeder Seite den Eindruck, sie zu hören. Nur wenige Schriftsteller haben die plastische Dynamik unserer Sprache so groß wie er gemacht. Als Mann des achtzehnten Jahrhunderts verloren in den ersten zwanzigern, er hat die Dürre, die natürliche, die Leichtigkeit der großen Meister der französischen Prosa vor Chateaubriand.“
Ab 1922 gab Léautaud auch literarische Rezensionen zu den ausgewählten Auszügen heraus, scheute sich jedoch trotz wiederholter Anfragen von Verlegern (Mercure de France, Gallimard, Grasset und andere) und wegen des Geldmangels vor weiteren Veröffentlichungen.

« De quelque côté que je me tourne pour sa publication posthume, si le temps me manque pour le publier moi-même, je ne vois que perspectives de tripatouillages, de suppressions, d’adultérations, de pusillanimités, de complaisances, de relations et de petits intérêts à ménager, moi bien enfermé dans ma caisse et mon publicateur ou ma publicatrice bien tranquille sur ce que je pourrais dire. »

„Egal wie ich nach seiner posthumen Veröffentlichung suche, wenn ich nicht die Zeit habe, sie selbst zu veröffentlichen, sehe ich nur, mir die Aussicht auf Manipulation, Unterdrückung, Verfälschung, Kleinmut, Selbstgefälligkeit, Beziehungen und kleine Interessen zu ersparen, mich gut in meiner Kiste einzuschließen und sehr leise gegenüber meinen Verlegern oder meiner Verlegerin zu sein darüber, was ich sagen könnte.“

Der erste Band des Journal littéraire erschien 1954 im Mercure de France, der zweite 1955, der dritte 1956 zwei Monate nach seinem Tod. Alle anderen Bände wurden im Mercure unter der Verantwortung von Marie Dormoy, Direktorin der Jacques-Doucet-Literaturbibliothek, veröffentlicht. Sie war Léautauds letzte Geliebte, blieb eine treue Freundin und schließlich seine Testamentsvollstreckerin.

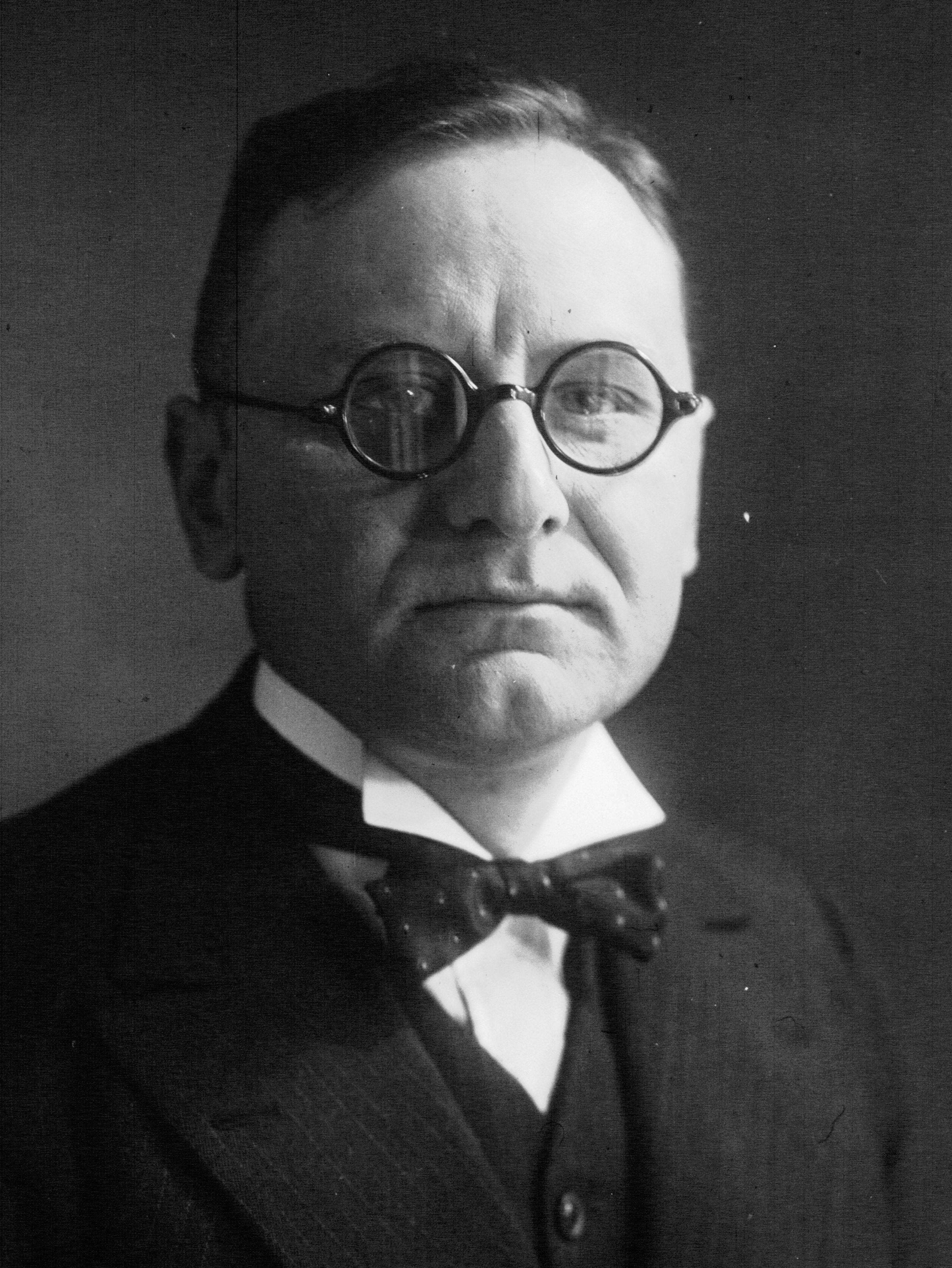
André Billy, 1923

„Die Geduld, die er jeden Abend hatte, um die Geschichte seines Tages festzuhalten, verdient keine Unsterblichkeit, aber sie wird sie ihm sichern“, schrieb sein Freund André Billy am 3. März 1956 im Figaro Littéraire.

### Zitate
« Le mariage fait des cocus et le patriotisme des imbéciles. »

„Die Ehe macht den Hahnrei und der Patriotismus den Narren.“

‹ Lorsque l’enfant paraît… , je prends mon chapeau et je m’en vais.

„‚Wenn das Kind erscheint…‘, dann nehme ich meinen Hut und gehe weg.“

« L’amour, c’est le physique, c’est l’attrait charnel, c’est le plaisir reçu et donné… Le reste, les hyperboles, les soupirs, les « élans de l’âme », sont des plaisanteries, des propos pour les niais, des rêveries de beaux esprits impuissants. La passion, c’est le feu qui met en nous ce plaisir. Le sentiment, c’est l’attachement à ce plaisir. »

„Liebe ist die physische, es ist die fleischliche Anziehungskraft, es ist die empfangene und gegebene Freude ... Die Ruhe, die Übertreibungen, die Seufzer, die ‚Impulse der Seele‘ sind Witze, über die Idioten, die Träume hilfloser Geister. Leidenschaft ist das Feuer, das uns dieses Vergnügen bereitet. Das Gefühl ist die Bindung an dieses Vergnügen.“

‹ Aimer, c’est préférer un autre à soi-même. › Dans ce sens-là, je n’ai jamais aimé.

„‚Lieben heißt, den anderen sich selbst vorzuziehen.‘ In diesem Sinne habe ich nie geliebt.“

« Je n’écris bien que si j’écris à la diable. Si je veux m’appliquer, je ne fais rien de bon. »

„Ich schreibe nur gut, wenn ich teuflisch schreibe. Wenn ich mich bewerben will, mache ich nichts Gutes.“

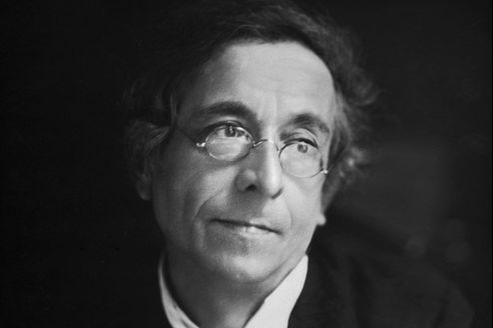
Léautaud im Jahr 1920. „Manchmal sage ich von bestimmten Dingen, die ich schreibe: ‚Aber es ist überhaupt nicht schlecht!‘, um dabei vor Lachen zu platzen.“
„Il m’arrive quelquefois de me dire, de certaines choses que j’écris: ‚Mais ce n’est pas mal du tout!‘ en éclatant de rire“.

« Rien n’égale la mystification de ces mots: liberté, égalité, fraternité. Il n’y a pas d’homme libre au sens complet du mot, et il est nécessaire qu’il en soit ainsi. Il n’est pas, dès leur naissance, d’hommes égaux. Quant à la fraternité… Là, le rire vous prend! »

„Nichts ist gleichbedeutend mit der Mystifizierung dieser Worte: Freiheit, Gleichheit, Brüderlichkeit. Es gibt keinen freien Menschen im vollen Sinne des Wortes, und es ist notwendig, dass es so ist. Man ist nicht von Geburt an gleichberechtigt. Was die Brüderlichkeit betrifft … Das bringt dich zum Lachen!“

« Il y a encore des sots qui coupent dans les phrases sur l’armée, le drapeau, la patrie. Ces idées sont aussi malfaisantes que les idées religieuses. »

„Es gibt immer noch Dummköpfe, die in die Redewendungen über die Armee, die Flagge, das Land eingreifen. Diese Ideen sind so böse wie religiöse Ideen.“

« Lundi, 1 mars, Le Figaro: Abidjan, 28 février. Le directeur d’une plantation de Dimbokro, M. Armand vient de trouver une mort atroce au cours d’une partie de chasse dans la brousse. M. Armand rencontra un éléphant sur qui il tira à deux reprises. Le pachyderme prit la fuite mais, alors que le chasseur se trouvait dans une zone de savane, il le chargea, puis, l’ayant renversé, il lui arracha bras et jambes. Bravo pour l’éléphant. »

„Montag, 1. März, Le Figaro: Abidjan, 28. Februar. Der Direktor einer Dimbokro-Plantage, Herr Armand, hat gerade einen qualvollen Tod während einer Jagdgesellschaft im Busch gefunden. Mr. Armand traf auf einen Elefanten, auf den er zweimal schoss. Der Dickhäuter lief davon, aber da sich der Jäger in einem Savannengebiet befand, stürmte er auf ihn zu und riss ihm Arme und Beine ab. Glückwunsch dem Elefanten.“

## Werke

### Werkchronologie

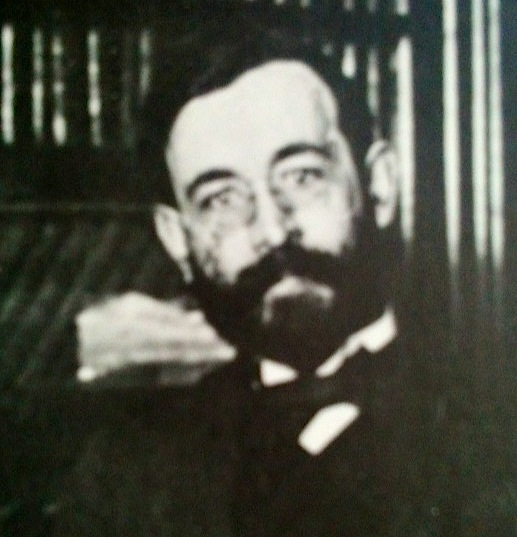
Mit Adolphe van Bever veröffentlichte Léautaud die Reihe Poètes d’Aujourd’hui

- 1900. Mit Adolphe Van Bever: Poètes d’Aujourd’hui [1880–1900], morceaux choisis accompagnés de notices biographiques et d’un essai de bibliographie,[52] Mercure de France, Paris:
  - Inhalt: Henri Barbusse – Henri Bataille – Tristan Corbière – André Fontainas – Paul Fort – René Ghil – Fernand Gregh – Charles Guérin – André-Ferdinand Hérold – Francis Jammes – Gustave Kahn – Jules Laforgue – Raymond de La Tailhède – Pierre Louÿs – Maurice Maeterlinck – Maurice Magre – Stéphane Mallarmé – Camille Mauclair – Stuart Merrill – Robert de Montesquiou – Jean Moréas – Pierre Quillard – Henri de Régnier – Adolphe Retté – Jean-Arthur Rimbaud[53] – Georges Rodenbach – Albert Samain – Emmanuel Signoret – Laurent Tailhade – Paul Valéry – Émile Verhaeren – Paul Verlaine – Francis Vielé-Griffin.
- 1903: Le Petit Ami.[54] Mercure de France, Paris.
- 1909: In Zusammenarbeit mit Van Bever: Poètes d’Aujourd’hui, morceaux choisis accompagnés de notices biographiques et d’un essai de bibliographie. Mercure de France, Paris.
  - In zwei Banden; Zusätze: Lucie Delarue-Mardrus – Émile Despax – Max Elskamp – Remy de Gourmont – Gérard d’Houville – Léo Larguier – Louis Le Cardonnel – Sébastien-Charles Leconte – Grégoire Le Roy – Jean Lorrain – Éphraïm Mikhaël – Albert Mockel – Comtesse Mathieu de Noailles – Ernest Raynaud – Paul-Napoléon Roinard – Saint-Pol-Roux – Fernand Séverin – Paul Souchon – Henry Spiess – Charles Van Lerberghe
- 1926: Le Théâtre de Maurice Boissard: 1907–1923
- 1928: Passe-Temps. Mercure de France, Paris.
- 1929: Anfangs in Zusammenarbeit mit Van Bever: Poètes d’Aujourd’hui, morceaux choisis accompagnés de notices biographiques et d’un essai de bibliographie. Mercure de France, Paris.:
  - In drei Bänden; Zusätze von 1929: Guillaume Apollinaire – André Castagnou – Jean Cocteau – Guy-Charles Cros – Tristan Derème – Charles Derennes – Léon Deubel – Georges Duhamel – Édouard Dujardin – Fagus – Tristan Klingsor – Philéas Lebesgue – Maurice Maeterlinck – Louis Mandin – François Porché – Jules Romains – André Salmon – Cécile Sauvage – André Spire – Touny-Léris
- 1942: Notes retrouvées (Imprimerie de Jacques Haumont, Paris)
- 1943: Le Théâtre de Maurice Boissard – 1907–1923 – avec un supplément.
- 1945: Marly-le-Roy et environs. Éditions du Bélier.
- 1947: Propos d’un jour. Mercure de France.
- 1951: Entretiens avec Robert Mallet. Gallimard, Paris.
- 1954–1966: Journal littéraire 19 Bände. Mercure de France, Paris.
- 1956: In Memoriam. Mercure de France, Paris.
- 1956: Lettres à ma mère. Mercure de France, Paris.
- 1956: Le Fléau. Journal particulier 1917–1930. Mercure de France, Paris.
- 1958: Amours. Èditions Mercure de France.
- 1958: Le Théâtre de Maurice Boissard: 1915–1941 (Band 2).
- 1959: Bestiaire. Grasset, Paris.
- 1963: Poésies.
- 1964: Le Petit ouvrage inachevé.
- 1966: Lettres à Marie Dormoy. Albin Michel, Paris, Neudruck 1988.
- 1968: Journal littéraire. Ausgewählt von Pascal Pia und Maurice Guyot.
- 1968: Correspondance Paul Léautaud-André Billy 1912–1955. Le Bélier.
- 1986: Journal littéraire. Vollständige Ausgabe in 4 Bänden. Mercure de France, Paris:
  - 1 – November 1893–Juin 1928.
  - 2 – Juin 1928–Februar 1940.
  - 3 – Februar 1940–Februar 1956.
  - 4 – Histoire du Journal [und Index].
- 1986: Journal particulier 1933. Hrsg. von Edith Silve. Mercure de France, Paris.
- 1992: Correspondance de Paul Léautaud. Band 1: 1878–1928. Zusammengestellt von Marie Dormoy. Mercure de France, Paris.
- 1992: Correspondance de Paul Léautaud. Band 2: 1929–1956. Zusammengestellt von Marie Dormoy. Mercure de France, Paris.
- 2004: Chronique poétique, Éditions Sigalla.
- 2012: Journal particulier 1935. Hrsg. von Edith Silve. Mercure de France, Paris.
- 2016: Journal particulier 1936. Hrsg. von Edith Silve. Mercure de France, Paris.[55]

### Werke in deutscher Übersetzung
- Literarisches Tagebuch 1893–1956. Eine Auswahl. Herausgegeben und übersetzt von Hanns Grössel. Rowohlt, Reinbek bei Hamburg 1966, ISBN 3-499-25117-5.
- Der kleine Freund. Ein Roman. Berechtigte Übertragung von Alexander Bergengruen und Mario Hindermann. Arche, Zürich 1967.
- Der Vater. In Memoriam. Berechtigte Übertragung von Jacqueline Pierini-Senn. Arche, Zürich 1968.
- Erste Liebe. Eine Liebesgeschichte und Aphorismen über die Liebe. Berechtigte Übertragung von Alexander Bergengruen. Arche, Zürich 1969.
- In Memoriam. Übersetzung und Nachwort von Ernst Jünger. Klett-Cotta, Stuttgart 1978.
- Sommerfrische, Sommerfrische. Aus dem Französischen von Kay Borowsky. Heliopolis, Tübingen 1989.
- Das kleine unvollendete Werk. Aus dem Französischen übersetzt von Bernd Wilczek. Mit einem Kommentar von Marie Dormoy und einem Nachwort von Edith Silve. Bruckner & Thünker, Köln/Saignelégier 1993.
- Robert Mallet: Gespräch mit Paul Léautaud (1951). Aus dem Französischen von Klaus Laabs. In: Sinn und Form. 51 (1999), Heft 3, S. 413–432.
- Worte, Äußerungen und Anekdoten. Aus dem Französischen von Daniel Dubbe. In: Krachkultur. 11/2007, S. 145–151.
- Kriegstagebuch 1939–1945. Hrsg., übersetzt und mit einem Nachwort von Hanns Grössel. Berenberg Verlag, Berlin 2011, ISBN 978-3-937834-42-9.

## Filmadaption
- Comédie d’amour (Regie Jean-Pierre Rawson, 1989), mit Michel Serrault, Annie Girardot und Aurore Clémet in den Hauptrollen. Das Drehbuch von Hélène Doering entstand nach Paul Léautauds Buch Journal particulier, der Liebesbeziehung, die zwischen ihm und Marie D. bestand.[56]